# 탄약통
탄약통(彈藥筒, cartridge)은 화기에서 발사되는 발사체인 탄알과 추진제인 장약을 결합한 것이다. 오늘날과 같은 탄약이 발명되기 전에는 총기를 발사하기 전에 화약을 장전하는 과정과 탄알을 장전하는 과정이 별도로 필요했지만, 카트리지 형태의 탄약의 발명으로 그와 같은 번거로움이 없어지게 되었다.

## 탄약통의 구조

현대 탄약통은 5개의 구성 요소를 가지고 있다.
1. 탄알 (bullet) : 발사체 역할을 한다.
2. 탄피 (casing) : 모든 구성 요소를 감싸고 있다.
3. 장약 (gunpowder) : 추진체 역할을 하는 화약이나 코르다이트.
4. 테두리 (rim) : 탄약의 바닥에 있다.
5. 뇌관 (primer) : 장약을 점화시킨다.

탄약통은 크게 탄알과 약협(탄피), 뇌관으로 나누어 볼 수 있다.

### 탄알
탄알은 탄약에서 목표물을 향해 실제로 날아가는 유일한 부분이다. 사실, 탄알을 목표물에 명중시키는 것이 바로 총기를 사용하는 목적이라고 할 수 있을 것이다.
탄알은 비행중의 공기역학적 특성, 목표물에 명중했을 때의 역학적 효과를 고려하여 그 목적에 따라 다양한 형태로 만들어진다. 예를 들어, 경기용의 와드커터(wadcutter)탄의 경우 표적지에 깨끗한 구멍을 내기 위해 앞면이 평형하게 만들어져 있고, 할로우 포인트(hollow point)탄의 경우 명중했을 때 쉽게 팽창함으로써 목표물에 많은 에너지를 전달하기 위해서 끝부분이 파여 있다.
산탄총에 이용되는 산탄(散彈)의 경우에는 탄알이 한 개의 금속 덩어리가 아닌, 여러 개의 금속 구슬로 구성된다.
바람의 영향을 덜 받으며 비행할 수 있도록 탄두는 무거운 금속인 납으로 만들어지고, 목표물을 관통하기 좋게 하기 위해서 겉에 구리 등의 재질이 씌워지는 것이 일반적이다. 경기용 탄환의 경우에는 구리가 씌여지지 않는 대신, 납중독의 위험을 방지하기 위해 윤활제 등의 물질로 코팅되어 있다. 수렵용으로는 환경보호를 위해 납 대신 철로 만들어진 탄두도 만들어지고 있기는 하지만, 납으로 만들어진 탄두와 다른 비행특성을 가지기 때문에 어려움이 있다.

### 약협
약협(藥莢, 탄피)은 탄두 뒷부분에 있는 금속제의 원통형 용기로, 탄환 외형의 대부분을 차지한다. 약협에는 장약(裝藥)이 들어있다. 장약은 바로 화약으로서 장약의 폭발시 발생하는 가스압이 총탄이 발사되는 에너지를 공급하는 역할을 한다. 탄두를 발사하고 난 뒤에는 자동 혹은 수동으로 버려지게 된다.
산탄의 경우에는 금속이나 종이로 만들어진 약협이 있었지만, 오늘날에 와서는 플라스틱으로 만들어진 것이 일반적으로 사용되고 있다.

### 뇌관
뇌관(雷管)은 약협의 맨 뒷부분에 장치되어 있는 것으로, 약협 속의 화약에 비해서 폭발하기는 쉽지만 적은 에너지를 내는 화약이다. 사수가 방아쇠를 당기면 기계적 혹은 전기적 연결에 의해 공이(격침, 擊針) 또는 스트라이커(striker)가 강한 힘으로 뇌관을 때리게 되는데, 뇌관은 그 에너지로 폭발하여 탄두의 주 추진제인 장약을 발화시켜 폭발시킨다.

### 림파이어와 센터파이어
뇌관이 장치된 위치에 따라 총탄의 종류를 림파이어(rimfire)와 센터파이어(centerfire)로 구별한다. 림파이어탄은 약협의 바닥면 전체가 뇌관의 구실을 하는 것으로, 약협의 바닥면 가장자리를 공이가 때리면 발화하여 격발하게 된다. 반면 센터파이어탄은 약협 바닥의 중앙에 뇌관이 장치되어 있어, 공이가 그곳을 충격해야 격발된다. 림파이어탄의 경우 버려진 탄피를 재사용할 수 없지만, 센터파이어탄의 경우 버려진 탄피를 수거하여 다시 장약을 채우고 뇌관과 탄두를 장착함으로써 재사용할 수 있다.
역사적으로는 림파이어탄이 센터파이어탄보다 먼저 등장했지만, 오늘날에 와서 주로 사용되는 것은 센터파이어탄이다. 그럼에도 불구하고 림파이어탄인 22구경탄은 저렴한 가격과 적은 반동 때문에 사격 연습용으로 널리 이용되고 있다. 22구경탄이 여전히 림파이어탄으로 남아 있는 이유는, 약협의 지름이 너무 가늘기 때문에 뇌관이 약협의 밑면 전체를 차지할 수밖에 없기 때문이다.

## 탄약통의 명칭
기본적으로 탄약의 규격은 총열과 탄두의 지름인 구경으로서 정해진다고 할 수 있다. 그러나 탄두의 지름이 같다 하더라도, 약협의 크기나 모양이 다르면 약실의 크기나 모양 역시 달라져야 하므로 지름은 같지만 약협의 형태가 다른 경우를 구별할 필요가 있다.
대체로 수치로 나타내어진 구경 뒤에 적당한 낱말을 붙이거나 약협의 길이를 나타내는 수치를 붙이는 식으로, 또는 두 가지 다 취하는 식으로 탄약에 명칭이 부여된다.‘.45 ACP’나 ‘9 × 19 mm Parabellum’,‘5.56 × 45 mm NATO’같은 경우를 예로 들 수 있다. 예로 든 세 경우에서 맨 앞의 수치는 모두 구경을 나타내고, ‘×’뒤의 수치는 약협의 길이를 나타낸다. 한편, ‘ACP’,‘Parabellum’,‘NATO’는 그 총탄을 개발한 주체(회사 혹은 군)이 명명한 것이다.

## 탄의 구경 목록
소화기용 탄의 구경 목록은 아래와 같다.
- 4.6x30mm
- 5.45x39mm
- 5.56x30mm
- 5.56x45mm NATO
- 5.6x50mm Magnum
- 5.6 x 52R (.22 Savage Hi-Power)
- 5.6x57mm
- 5.6x57Rmm
- 5.6 x 61 SE (5.6 x 61 Vom Hofe Super Express)
- 5.7x28mm
- 5.8x42mm DBP87
- 6 x 35 mm
- 6 mm BR Remington
- 6 mm PPC
- 6 mm Musgrave
- 6 mm Remington (.244 Remington)
- 6.5 Jonson
- 6.5-284
- 6.5 mm Creedmoor
- 6.5 mm Grendel
- 6.5 mm Remington Magnum
- 6.5x50mm Arisaka
- 6.5x52mm Mannlicher-Carcano
- 6.5x53mmR Mannlicher
- 6.5x54mm Mannlicher-Schoenauer
- 6.5x55mm
- 6.5x57mm Mauser
- 6.5x68mm (also known as the 6.5 x 68 RWS, 6.5 x 68 Schüler or the 6.5 x 68 Von Hofe Express)
- 6.8 mm Remington SPC
- 7 mm caliber
- 7 mm-08 Remington
- 7-30 Waters
- 7 mm BR Remington
- 7 mm Express Remington (a.k.a. .280 Remington)
- 7 mm Remington Magnum
- 7 mm Remington SA Ultra Mag
- 7 mm Remington Ultra Magnum
- 7 mm STW
- 7 mm Weatherby Magnum
- 7 mm WSM (Winchester Short Magnum)
- 7x33mm Sako
- 7x57mm Mauser (.275 Rigby)
- 7x61mm Sharpe & Hart
- 7x64mm Brenneke
- 7.5x55mm Schmidt Rubin
- 7.5x57mm MAS mod. 1924 7.5x54mm MAS mod. 1929
- 7.62 mm caliber
- 7.62x25mm Tokarev
- 7.62x38mmR
- 7.62x39mm
- 7.62x45mm vz. 52
- 7.62x51mm NATO
- 7.62 x 54R (rimmed) (7.62 Russian)
- 7.63x25mm Mauser
- 7.62 Jonson
- 7.65x22mm Parabellum
- 7.65x53mm Argentine (7.65x53mm Mauser)
- 7.65x53mmR
- 7.63x54mm Greek Mannlicher-Schoenauer
- 7.7x58mm Arisaka
- 7.92x33mm Kurz
- 7.92x57mm Mauser (8 mm Mauser or 8x57 JS)
- 8 mm Lebel
- 8 mm Remington Magnum
- 8x50mmR
- 8x56mm Mannlicher-Schoenauer
- 8x56mmR
- 8x58mm RD (rimmed danish)
- 8x60mm S
- 8x64mm S
- 8x68mm S
- 9x19mm Parabellum (NATO)
- 9x39mm
- 9x45mm
- 9x56mm Mannlicher-Schoenauer
- 9x57mm Mauser
- 9.3x57mm
- 9.3x62mm
- 9.3x64mm Brenneke
- 9.3x66mm Sako
- 9.3x72mmD
- 9.3x74mmR
- 9.5x57mm Mannlicher-Schoenauer (.375 Rimless Nitro Express x 2-1/4")
- 10.75x57mm
- 11x60mm Mauser

- 4.5mm mkr
- 5mm Craig
- 5mm/35 SMc
- 6-06
- 6-284
- 6 mm BRX
- 6 mm Dasher
- 6 mm XC
- 6x45 mm
- 6 x 47 Swiss Match (6mm/222 Mag)
- 6.5 Grendel
- 6.5 x 47 Lapua
- 6.5 x 57
- 7 mm Dakota
- 7.82 Lazzeroni Patriot
- 7.82 Lazzeroni Warbird
- 10 x 35 Vetterli

- 12.7mm British No. 2
- 12.7x99mm NATO (Multi-Purpose)
- 12.7x108mm
- 14.5x114mm
- 14.5 mm JDJ
- 15.2 mm Steyr Armor Piercing Fin Stabilized Discarding Sabot (APFSDS)
- 20 mm caliber
- 30x165mm
- 30x173mm